# Петролатум

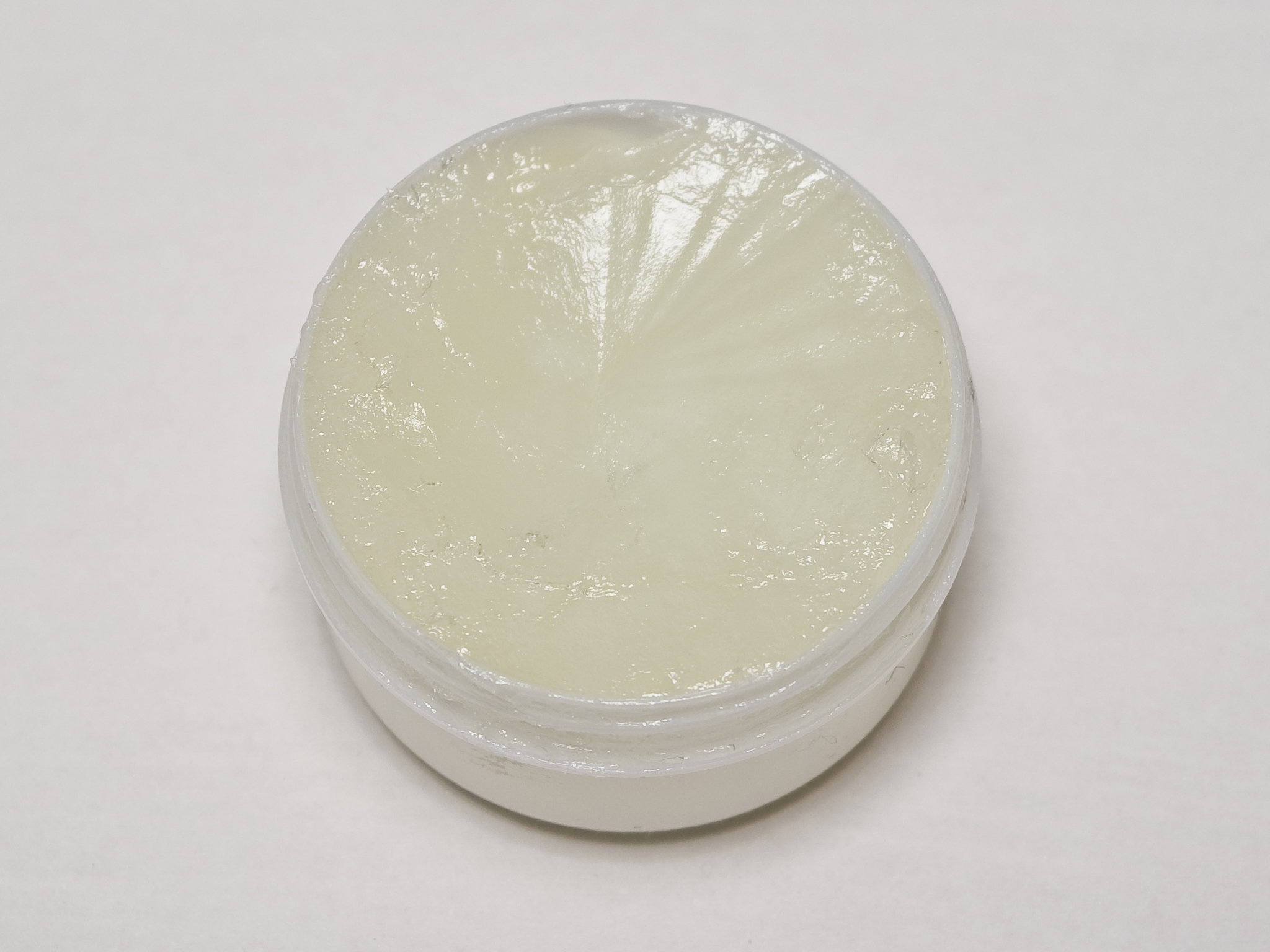
Петролатум

Петролатум нафтовий або нафтовий вазелін — продукт перегонки нафти, однорідна прозора мазеподібна маса, практично без запаху. Є сумішшю парафіну, церезину та високов'язких масел. Має зручну для мазевої основи консистенцію, не розкладає лікарських речовин, що входять до складу мазі.
Однак петролактум погано емульгується з водою, майже не проникає в шкіру, перешкоджаючи вбирання нею ліків, і тому може застосовуватися в чистому вигляді тільки для мазей з поверхневою дією — дезінфікуючих, кератолітичних, для видалення гіперкератозу та кірки. Вазелін часто закупорює гирла волосяних фолікул, має акнегенну дію, в осіб з підвищеною чутливістю шкіри може викликати дерматит, погано змивається з волосистих ділянок. Петролатум нерідко буває погано очищений та містить токсичні домішки. У косметичних засобах застосовується очищений петролятум білого чи жовтого кольору. Використовується для підвищення в'язкості жирових сумішей, особливо в декоративній косметиці, губних помадах, гримах.

## Характеристики петролактуму
Габітус — Кристалічна маса від світло-коричневого до коричневого кольору
Кислотне число, мг КОН/1 петро, не більше 0,1
Водорозчинні кислоти та луги — відсутні
Масова частка механічних домішок, %, не більше 0,04
Масова частка сірки,%, трохи більше 1
Масова частка води,%, не більше сліди
Вміст фенолу та крезолу, мг/дм3, не більше 40
Температура спалаху у відкритому тиглі, °С, не нижче 240